# Antoni Smoliński
Antoni Smoliński (ur. 10 czerwca 1878 w Wólce, zm. 25 lutego 1964 w Rokitnicy Nowej) – działacz radykalnego ruchu ludowego i komunistycznego.
Z zawodu rolnik, od 1924 działał w KPRP/KPP, sekretarz Komitetu Gminnego tej partii w Dzierżnie. Od 1925 przewodniczący komitetu organizacyjnego NPCh w powiecie rypińskim, od 1928 członek Zarządu Powiatowego Zjednoczenia Lewicy Chłopskiej Samopomoc. W 1929 kandydował na posła na Sejm z listy ZLCh Samopomoc. W 1931 został skazany na 1,5 roku więzienia za działalność polityczną, po apelacji wyrok anulowano. Podczas okupacji działał w organizacji Rewolucyjne Rady Robotniczo-Chłopskie "Młot i Sierp" i od 1942 w PPR. Od czerwca 1944 w Komitecie Powiatowym PPR, w lipcu 1944 wybrany do konspiracyjnej Powiatowej Rady Narodowej w Rypinie. Po wojnie został sekretarzem KG PPR i przewodniczącym Gminnej Rady Narodowej w Świedziebni. Był odznaczony Krzyżem Kawalerskim Orderu Odrodzenia Polski i Złotym Krzyżem Zasługi.